# Cirque d'hiver

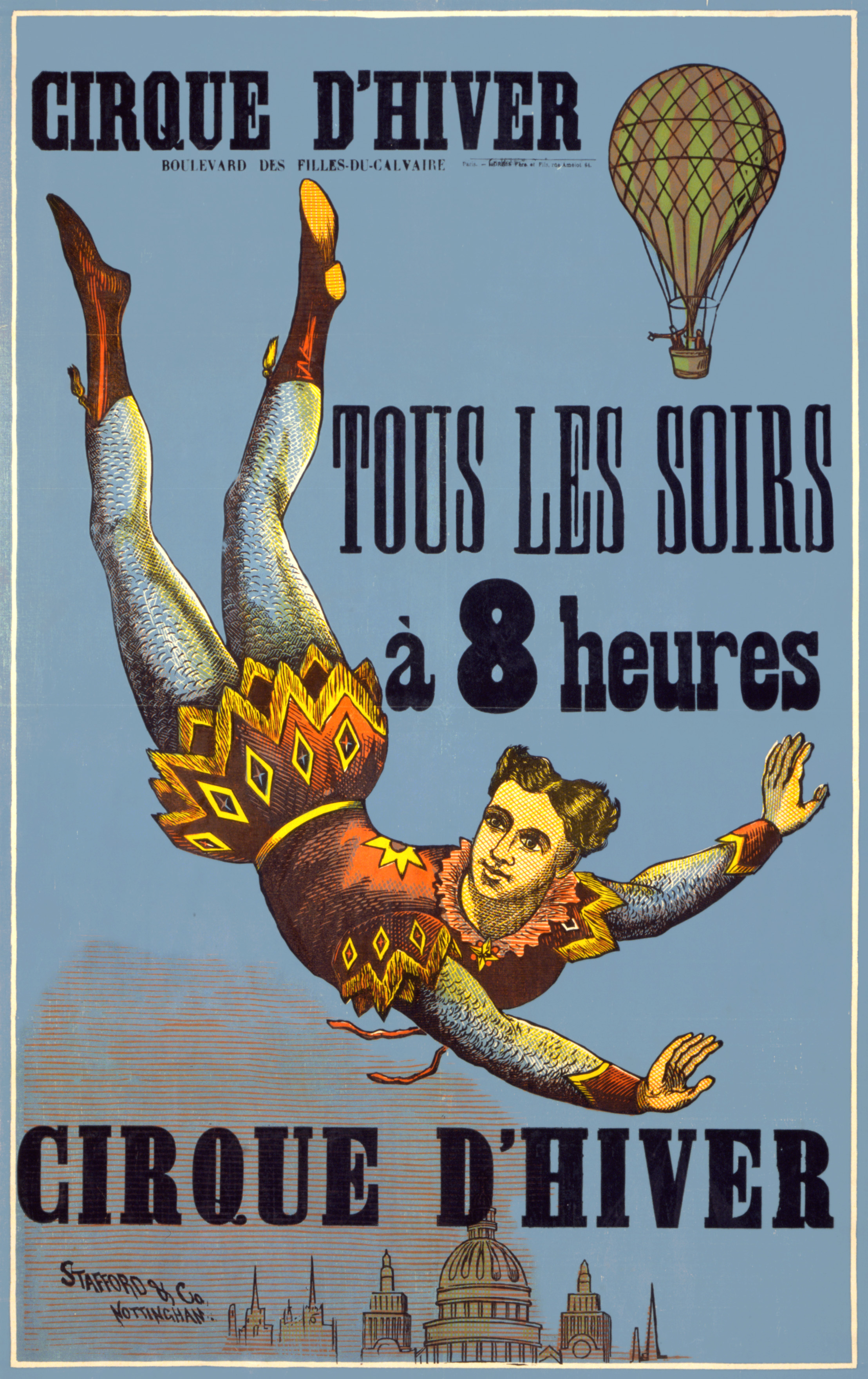
Locandina di uno spettacolo al Cirque d'hiver nel periodo 1880-1900

Dal 1852 il Cirque d'hiver ("Circo d'inverno"), sito al 110 rue Amelot all'incrocio con rue des Filles Calvaires e rue Amelot a Parigi XI arrondissement, è stata una delle principali sale per spettacoli quali circo equestre, dressage, concerti musicali ed altri eventi, ed oggi anche sfilate di moda. Ospitò intorno alla metà del XIX secolo i concerti per orchestra di Jules Pasdeloup.

## Storia
Il cirque è un poligono ovale costituito da 20 lati, con colonne corinzie ad ogni angolo del perimetro che danno la sensazione di un edificio ovale contenente un anello della stessa forma contornato da tribune per gli spettatori molto simile ad un Colosseo in miniatura. Un tetto poco spiovente viene supportato dalla stessa struttura poggiando sulle colonne perimetrali dando la sensazione di un tendone da circo. Questo tipo di copertura ha il vantaggio di non ostruire la visuale a nessuno degli spettatori.
L'edificio venne progettato dall'architetto Jacques Ignace Hittorff ed aperto come Cirque Napoléon, in segno di omaggio al nuovo imperatore dei francesi Napoleone III. Lo scultore James Pradier ebbe l'incarico di realizzare i bassorilievi esterni rappresentanti delle Amazzoni e gli scultori Francisque Duret e Astyanax-Scévola Bosio realizzarono dei pannelli rappresentanti dei guerrieri. Il promotore dell'iniziativa e maggiore azionista fu Louis Dejean, il proprietario del Cirque d'été ("Circo d'estate") che veniva eretto tutti gli anni nel boschetto a fianco del Champs-Élysées.
Dejean scommise su quegli spettacoli serali di circo, con gli spettatori lontani dalla polvere, offrendo un'occasione di spettacolo alle masse non aduse alle sale dei teatri e fu ricompensato per il suo acume.
Dopo il Secondo Impero, il Cirque d'hiver fu amministrato da Victor Franconi. Toulouse-Lautrec trovò ripetute ispirazioni per il soggetto dei suoi quadri nelle prove e negli spettacoli al Cirque d'hiver; Georges Seurat dipinse uno spettacolo pomeridiano, raffigurante un pubblico borghese, in una delle più grandi tele non finite nella storia della pittura occidentale (1890–91, Musée d'Orsay). Il figlio Charles di Victor Franconi ne assunse poi la direzione dal 1897 al 1907. Dal 1934 il teatro venne poi gestito dai fratelli Bouglione e dai loro eredi. 
La configurazione originale era in grado di ospitare 4.000 spettatori che oggi sono stati ridotti a 2.090 in osservanza delle attuali norme antincendio. Al Cirque d'hiver, nell'agosto 1955, Richard Avedon realizzò la sua celebre fotografia della modella "Dovima con gli elefanti" mentre indossava un vestito da sera di Cristian Dior con uno strascico lungo quanto la pista, una delle fotografie più ironiche del secolo.

## Il Cirque nella fiction
Il film del 1956, Trapezio, diretto da Carol Reed, venne in parte realizzato al Cirque d'hiver.